# Slamdance Film Festival
Lo Slamdance Film Festival è un film festival che si tiene annualmente nello Utah, riservato ai film indipendenti, creato nel 1995.
Essendo un evento annuale, lo Slamdance serve come palcoscenico per la scoperta di talenti nuovi ed emergenti nell'industria cinematografica internazionale.
Il festival ha luogo ogni anno nello Utah in contemporanea con il Sundance Film Festival ed è perciò chiamato, con riferimento al Festival di Cannes, la Quinzaine des Réalisateurs di Park City.
Lo Slamdance è unico, in particolar modo perché la competizione nella sezione lungometraggi è limitata a films realizzati con budgets inferiori a 1 Milione di Dollari US e che rappresentano opere prime, ossia di registi esordienti.
Fra i partecipanti allo Slamdance possiamo annoverare la attrice, sceneggiatrice e regista Lena Dunham (rinomata per aver creato, interpretato e prodotto la serie televisiva Girls sul canale HBO), con il suo primo cortometraggio, Dealing, del 2007. Ma anche Christopher Nolan con il film Following, Steven Soderbergh, Larry Clark e molti altri. .
Il primo italiano a parteciparvi è stato il film L'ultimo pastore di Marco Bonfanti.